# 1. Thessalonikerbrev
1. Thessalonikerbrev (forkortet 1 Thess.) er et af de syv breve, der siges at være skrevet af Paulus.

## Autenticitet
Selvom der i forskningen er bred enighed om brevets autenticitet, har Ferdinand Christian Baur påpeget at det mangler Paulus polemiske tone mod jødedommen og læren om retfærdiggørelse ved tro. Denne kritik influerede især Tübingerskolen og en række hollandske teologer. Men kritikken af brevets autenticitet forekommer i dag at være forstummet.

## Affattelsestidspunkt
Spørgsmålet om hvornår brevet er skrevet, afhænger af forståelsen af Paulus' kronologi. Men der er en stor enighed i forskningslitteraturen om, at brevet er skrevet på Paulus' første missionsrejse. En langt større usikkerhed er forbundet med at tidsfæste Paulus' første missionsrejse.

## Integritet
Påstandene imod brevets integritet kan overordnet deles op i to grupper, hvor den ene hævder, at der findes interpolationer i teksten, hvorimod den anden gruppe består af mere komplekse teorier om brevets redaktion. 